# Andreas Lundstedt
Björn Helge Andreas Lundstedt, né le 20 mai 1972 à Uppsala, est un chanteur suédois membre fondateur du groupe Alcazar.

## Biographie
Depuis tout petit, Lundstedt veut devenir chanteur. À l'âge de 5 ans, il participe à un concours de chant pour enfants et arrive à la seconde place.
À partir de 15 ans, il apparaît régulièrement à la télévision en tant que membre du groupe Stage Four. Un groupe qui était composé de Lundstedt lui-même avec Peter Jöback, Lisa Nilson et Lizette Pålsson.
En 1998, il fonde le groupe Alcazar. L'Europe découvre Andreas et son groupe avec le single Crying at the Discotheque. Parallèlement à cette carrière avec le groupe, il commence un parcours en solo. Il sort un album et quatre singles entre 1996 et 1997. En 2006, il réalise un nouveau single Lovegun / Nightfever.
De plus, il a joué dans les comédies musicales Grease et Chicago. En automne 2005 et printemps 2006, il a joué le rôle de Tony Manero dans la comédie musicale La Fièvre du samedi soir à Stockholm.
En décembre 2007, lors d'un entretien avec QX (un magazine suédois), Andreas confirme la rumeur de son infection par le virus VIH. Andreas est ouvertement homosexuel et avait entretenu une relation occasionnelle avec Magnus Carlsson, partenaire du groupe Alcazar.
En 2020 il participe à la 15e saison de Let's Dance, la version suédoise de Danse avec les stars.

## Melodifestivalen et Eurovision
Lundstedt a participé au Melodifestivalen à 10 reprises. Cinq fois seul avec les chansons Driver Dagg Faller Regn en 1996, Jag Saknar Dig, Jag Saknar Dig en 1997, Move en 2007, Aldrig Aldrig en 2012 et Vicious en 2025. Mais également cinq fois avec le groupe Alcazar en 2003, 2005, 2009, 2010 et 2014.
Il a également fait partie du groupe Six4one avec lequel il a représenté la Suisse en 2006 au concours de l'Eurovision avec la chanson If We All Give a Little.

## Discographie

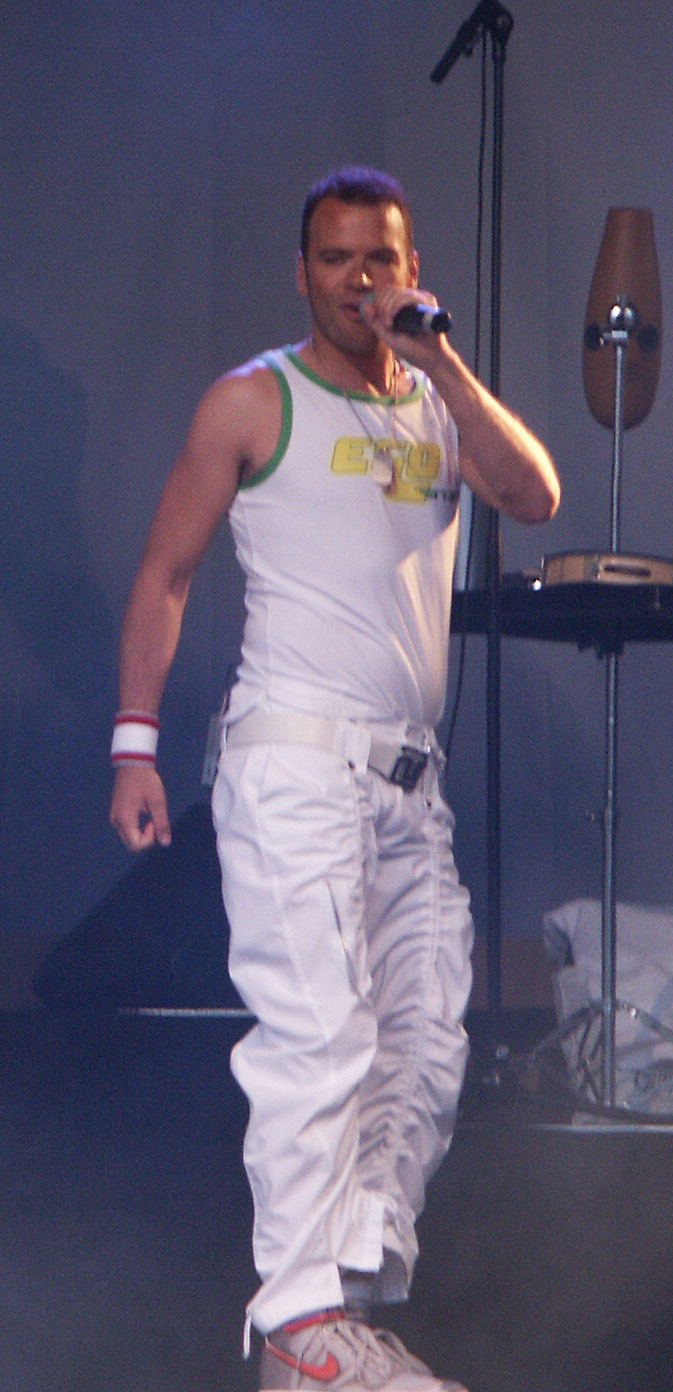
Andreas Lundstedt lors d'une performance d'Alcazar en 2004 à Borås

### Album solo
- 1996 — Andreas Lundstedt

### Singles solo
- 1996 — Driver Dagg Faller Regn
- 1996 — Hey-Ya Hey-Ya
- 1997 — Jag Saknar Dig, Jag Saknar Dig
- 2006 — Lovegun / Nightfever
- 2006 — Dollar Queen
- 2007 — Move

### Albums d'Alcazar
- 2000 — Casino
- 2003 — Alcarized
- 2004 — A Tribute to ABBA
- 2004 — Dancefloor Deluxe
- 2008 - Disco defenders

### Singles d'Alcazar
- 1999 — Shine On
- 2000 — Ritmo del Amor
- 2001 — Crying at the Discotheque
- 2001 — Sexual Guarantee
- 2002 — Don't You Want Me
- 2003 — Not a sinner nor a Saint
- 2003 — Ménage à trois
- 2003 — Someday
- 2003 — Love life
- 2004 — This is the World We Live in
- 2004 — Physical
- 2004 — Here I Am
- 2005 — Alcastar
- 2005 — Start the Fire
- 2008 - We keep on rockin
- 2008 - Inhibition
- 2009 - Burning
- 2009 - Stay the night
- 2009 - From Brazil With Love
- 2009 - Last Christmas
- 2010 - Headline

### Album avec Six4one
- 2006 — If We All Give A Little